# Phaesticus sumatrensis
Phaesticus sumatrensis är en insektsart som först beskrevs av Willemse, C. 1928.  Phaesticus sumatrensis ingår i släktet Phaesticus och familjen torngräshoppor. Inga underarter finns listade i Catalogue of Life.